# Mesoplia simillima
Mesoplia simillima är en biart som beskrevs av Carlos Schrottky 1920. Mesoplia simillima ingår i släktet Mesoplia och familjen långtungebin. Inga underarter finns listade i Catalogue of Life.